# Прыжок в будущее
«Прыжок в будущее» (исп. ¡Salta!) — испанская научно-фантастическая комедия 2023 года, снятая Ольгой Осорио. В главных ролях — Тамар Новас, Марта Ньето, Марио Сантос и Рубен Фульхенсио.
Фильм вышел в прокат в Испании 1 сентября 2023 года, дистрибьютор — A Contracorriente Films.
Сценарий написали Ольга Осорио и Арасели Гонда. Рабочим названием фильма было «Прошлое впереди» (Un pasado por delante). Производством занимались компании Vaca Films и Quien a hierro mata AIE при участии Prime Video, RTVE, TVG, а также при финансовой поддержке ICAA, AGADIC и программы MEDIA.
Съёмки проходили в районе Баррио-де-лас-Флорес (Ла-Корунья).

## Сюжет
Действие фильма начинает разворачиваться в 1989 году в испанском городе Ла-Корунья. Тео и Оскар — два брата, непохожие друг на друга. После исчезновения их матери — учёной, занимавшейся изучением пространственно-временных порталов они оказываются под опекой бабушки. Каждый из братьев по-своему переживает эту утрату: 13-летний Оскар замыкается в себе и пытается понять, что случилось, изучая записи матери, а Тео стремится отвлечься, играя в футбол и гуляя с друзьями.
Однажды Тео случайно обнаруживает портал, с помощью которого перемещается в будущее — в 2022 год. Оскар в будущем становится учёным, всё ещё живущим с бабушкой и не перестающим страдать от внезапного исчезновения младшего брата. Теперь его цель — найти способ вернуть 11-летнего Тео обратно в 1989 год и восстановить разрушенную связь между прошлым и будущим.

## В ролях
- Тамар Новас — взрослый Оскар
- Марта Ньето — Елена
- Марио Сантос — Тео
- Мабель Ривера
- Мануэль Манкинья
- Рубен Фульхенсио — Оскар в детстве
- Ирене Хименес
- Сауль Эсгева

## Критика
Ракель Эрнандес Лухан из HobbyConsolas оценила фильм на 75 баллов из 100 («хорошо»), назвав его «трогательной и хорошо собранной лентой с достойной актёрской игрой, несмотря на скромный бюджет».
Сальвадор Льопарт из La Vanguardia поставил фильму 3 из 5, охарактеризовав его как «очаровательную историю, одновременно смешную и ностальгическую», но отметил, что фильму «не помешала бы немного большая смелость в повествовании».

## Номинации
| Год  | Награда                  | Номинация                     | Представленные в номинации                    | Итог      | Прим.       |
| ---- | ------------------------ | ----------------------------- | --------------------------------------------- | --------- | ----------- |
| 2024 | 22-я премия Местре Матео | Лучший фильм                  | Лучший фильм                                  | Номинация | [ 8 ] [ 9 ] |
| 2024 | 22-я премия Местре Матео | Лучший режиссёр               | Ольга Осорио                                  | Номинация | [ 8 ] [ 9 ] |
| 2024 | 22-я премия Местре Матео | Лучший сценарий               | Ольга Осорио, Арасели Гонда                   | Номинация | [ 8 ] [ 9 ] |
| 2024 | 22-я премия Местре Матео | Лучший актёр                  | Тамар Новас                                   | Победа    | [ 8 ] [ 9 ] |
| 2024 | 22-я премия Местре Матео | Лучший оригинальный саундтрек | Мануэль Ривейро                               | Номинация | [ 8 ] [ 9 ] |
| 2024 | 22-я премия Местре Матео | Лучший звук                   | Карлос Моуриньо, Давид Мачадо, Хавьер Пато    | Номинация | [ 8 ] [ 9 ] |
| 2024 | 22-я премия Местре Матео | Лучший дизайн костюмов        | Ана Лопес                                     | Номинация | [ 8 ] [ 9 ] |
| 2024 | 22-я премия Местре Матео | Лучший макияж и прическа      | Сусана Вейра, Беатрис Антело, Антонио Наранхо | Номинация | [ 8 ] [ 9 ] |